# Ophiomyia vimmeri
Ophiomyia vimmeri este o specie de muște din genul Ophiomyia, familia Agromyzidae, descrisă de Cerny în anul 1994.
Este endemică în Czech Republic. Conform Catalogue of Life specia Ophiomyia vimmeri nu are subspecii cunoscute.